# سیارک ۹۳۷۸
سیارک ۹۳۷۸ (به انگلیسی: 9378 Nancy-Lorraine، نامگذاری:1993QF3) نه هزار و سیصد و هفتاد و هشتمین سیارک کشف شده‌است که در ۱۸ اوت ۱۹۹۳ کشف شد.
قدر مطلق سیارک برابر ۱۳٫۰۰ است.